# Amstel (bere)
Amstel Bere (în neerlandeză Amstelbrouwerij: [ˈɑmstəlbrʌuəˌrɛi]) este o marcă de bere olandeză fondată în 1870 pe Mauritskade din Amsterdam. A fost preluată de Heineken International în 1968, iar fabrica de bere s-a închis în 1982, producția fiind mutată la fabrica principală Heineken de la Zoeterwoude.

## Istorie
Berăria a fost fondată de Charles Antoine de Pesters (1842–1915), Johannes Hendrikus van Marwijk Kooy (1847–1916) și Willem Eduard Uhlenbroek (1839–1880). De Pesters și Van Marwijk Kooy erau cumnați, ambii provenind din familii foarte bogate din Amsterdam. Tatăl lui Uhlenbroek deținea o mică rafinărie de zahăr în Amsterdam. Berăria a fost numită după râul Amstel. Prima piatră simbolică a fabricii de bere a fost pusă la 11 iunie 1870. Prima bere a fost finalizată la 25 octombrie 1871 și 2+1⁄2 luni mai târziu, la 9 ianuarie 1872, prima bere a fost livrată clienților. Fabrica de bere a fost deschisă oficial pe 15 ianuarie 1872. În acest moment, capacitatea anuală de preparare a berii era de 10.000 de hectolitri (220.000 de galoane imp). În scopul depozitării berii, gheața de iarnă din canale a fost păstrată în pivnițe speciale cu pereți dubli. Inițial, berile Amstel erau băute mai ales în Amsterdam. Expansiunea în afara Amsterdamului a avut loc mai mult sau mai puțin paralel cu dezvoltarea rețelei feroviare olandeze. Au fost numiți agenți în orașele de-a lungul noilor linii de cale ferată. Începând cu 1883, berile Amstel au fost exportate și în Marea Britanie și Indiile de Est Olandeze. În 1884 a fost construită o fabrică specială de îmbuteliere de export, unde berile „tropicale” pentru Indiile de Est Olandeze și alte piețe de peste mări erau pasteurizate și ambalate în butoaie metalice.
La 1 ianuarie 1891, firma De Pesters, Kooy & Co. care operează sub numele de Beiersch Bierbrouwerij De Amstel (Fabrica de bere din Bavaria De Amstel), a fost transformată într-o societate pe acțiuni. În 1915, producția de Amstel a crescut de douăzeci de ori, iar în 1926, Amstel a constat dintr-o treime din exporturile olandeze de bere. În 1941, Amstel, împreună cu Heineken, au cumpărat fabrica de bere Van Vollenhoven din Amsterdam Bierbrouwerij, care a fost închisă în 1961.
În 1954, Amstel a construit o fabrică de bere în Guyana Olandeză. Câțiva ani mai târziu, Amstel a fost prima fabrică de bere olandeză care a exportat bere în cutii. În acest moment, exporturile totale de bere Amstel se ridicau la 101.000 de hectolitri. În 1958, o filială a Amstel a produs prima sa bere în Iordania. În 1960, a treia filială a Amstel a fost deschisă în Curaçao. În 1963 s-au deschis două noi fabrici de bere, una în Puerto Rico și una în Grecia.
Amstel a fost cumpărat de Heineken International în 1968. În 1972, fabrica de bere Amstel din Amsterdam a fost închisă, iar producția a fost mutată la fabrica principală Heineken din Zoeterwoude. Clădirea de pe Mauritskade a fost dărâmată. Doar fosta clădire administrativă a fost păstrată și de atunci a devenit parte a Hogeschool van Amsterdam.
La sfârșitul secolului XX, în Spania, Heineken International a decis să înlocuiască brandul autohton El Águila și să îl transforme în Amstel.

## Beri
Heineken oferă mai multe beri sub marca Amstel. Amstel Lager folosește predominant malț pilsner ușor, deși se folosește și malț închis la culoare. Este vândut în 75 de țări. Amstel Light este o bere pale lager cu 3,5% alcool în volum (ABV) vândută în SUA și Țările de Jos, o variantă cu 2,5% ABV vândută în Noua Zeelandă. În Regatul Unit, Amstel Bier are 4,1% ABV și 4,0% ABV în Mexic. Amstel 1870 este un lager ușor întunecat cu 5% vol. În Franța se produce o bere numită Amstel Free, cu conținut minim de alcool – aproximativ 1% ABV–. O bere fără alcool, Amstel Zero, poate fi achiziționată în Țările de Jos, Grecia, Egipt și câteva alte țări. Amstel Ultra Light este o bere produsă de Heineken Mexico pentru piața mexicană.

## Sponsorizări
Amstel a sponsorizat oficial Liga Campionilor UEFA din 1992 până în 2005, înainte de preluarea acestei sponsorizări de către Heineken.
De asemenea, Amstel a sponsorizat oficial UEFA Europa League din 2015 până în 2020, înainte de pandemia de COVID-19.

## În România
În martie 2025, Heineken România a introdus în portofoliul său Amstel, marca de bere cu o istorie de peste 150 de ani și o puternică reputație internațională. Această bere va fi produsă și în România, cu respectarea standardelor rețetei internaționale ale berii Amstel, din punct de vedere al ingredientelor și al parametrilor de gust.
În România, Amstel va fi produsă în fabricile de bere din Miercurea Ciuc și Craiova.